# Diana Green
Diana Margaret Green CBE (* 10. April 1943) ist eine britische Wirtschaftswissenschaftlerin.

## Werdegang, Forschung und Lehre
Green studierte zunächst Französisch und Italienisch an der University of Reading, brach aber das Studium vorzeitig ab. Ab 1970 studierte sie Wirtschaftswissenschaft an der Queen Mary University of London, an der sie 1973 als Bachelor of Science graduierte. Anschließend ging sie an die London School of Economics and Political Science, an der sie 1976 mit einer Arbeit über den französischen Staatsetat ihr Ph.D.-Studium abschloss. Später lehrte und forschte sie an der Birmingham Polytech, an der sie zwischen 1984 und 1987 die wirtschaftswissenschaftliche Fakultät leitete und bis 1992, als die Hochschule zu einer Universität umgewidmet wurde, als stellvertretende Direktorin tätig war. 1998 folgte sie einem Ruf der Sheffield Hallam University, wo sie bis 2007 als Vize-Kanzlerin tätig war.
Während ihrer Amtszeit wuchs die Studentenschaft um 5.000 auf 28.000 Studierende an, gleichzeitig stieg der jährliche Umsatz von 105 Millionen auf 175 Millionen Pfund Sterling. In der Folge wurde ihr ein Ehrendoktorat verliehen.
Green gehört dem Board of Governors der London Film School an, sie ist Fellow der Royal Society of Arts.